# Ligue des champions féminine de l'EHF 2010-2011
Navigation
LDC 2009-2010 LDC 2011-2012
La Ligue des Champions 2010-2011 est la 51e édition de la Ligue des champions féminine de l'EHF. 
Le club norvégien de Larvik HK remporte son premier titre en disposant 47 à 46 du club espagnol d'Itxako Reyno de Navarra.

## Qualifications
Le tirage au sort des deux tours de qualifications a eu lieu le 13 juillet 2010 à Vienne. 

### Premier tour de qualification
Les deux premières équipes de chaque poule sont qualifiés pour le deuxième tour de qualifications.
Le tournoi de qualification est organisé par l'IK Sävehof à Göteborg en Suède. Les deux premiers sont qualifiés pour le second tour de qualification.
|   | Équipe          | Pts | J | G | N | P | Bp  | Bc  | Diff |
| - | --------------- | --- | - | - | - | - | --- | --- | ---- |
| 1 | IK Sävehof      | 6   | 3 | 3 | 0 | 0 | 102 | 56  | 46   |
| 2 | VOC Amsterdam   | 4   | 3 | 2 | 0 | 1 | 88  | 92  | -4   |
| 3 | Gil Eanes/Lagos | 2   | 3 | 1 | 0 | 2 | 86  | 85  | 1    |
| 4 | LK Zug Handball | 0   | 3 | 0 | 0 | 3 | 58  | 101 | -43  |

### Deuxième tour de qualification
Le premier de chaque groupe est qualifié pour le tour préliminaire.
Groupe 1
Le tournoi de qualification est organisé par le Randers HK à Randers, Danemark.
|   | Équipe                  | Pts | J | G | N | P | Bp | Bc | Diff |
| - | ----------------------- | --- | - | - | - | - | -- | -- | ---- |
| 1 | Randers HK              | 6   | 3 | 3 | 0 | 0 | 90 | 48 | 42   |
| 2 | TSV Bayer 04 Leverkusen | 4   | 3 | 2 | 0 | 1 | 64 | 64 | 0    |
| 3 | Sparta Kryvy Rih        | 2   | 3 | 1 | 0 | 2 | 69 | 78 | -9   |
| 4 | Maliye Milli Piyango SK | 0   | 3 | 0 | 0 | 3 | 60 | 93 | -33  |

Groupe 2
Le tournoi de qualification est organisé par le A.C. Ormi-Loux Patras à Patras, Grèce.
|   | Équipe                | Pts | J | G | N | P | Bp | Bc  | Diff |
| - | --------------------- | --- | - | - | - | - | -- | --- | ---- |
| 1 | Zvezda Zvenigorod     | 6   | 3 | 3 | 0 | 0 | 95 | 64  | 31   |
| 2 | VOC Amsterdam         | 4   | 3 | 2 | 0 | 1 | 88 | 68  | 20   |
| 3 | Elda Prestigio        | 2   | 3 | 1 | 0 | 2 | 82 | 80  | 2    |
| 4 | A.C. Ormi-Loux Patras | 0   | 3 | 0 | 0 | 3 | 53 | 106 | -53  |

Groupe 3
Le tournoi de qualification est organisé par le ŽRK Metalurg Skopje à Skopje, Macédoine.
|   | Équipe                   | Pts | J | G | N | P | Bp | Bc | Diff |
| - | ------------------------ | --- | - | - | - | - | -- | -- | ---- |
| 1 | IK Sävehof               | 6   | 3 | 3 | 0 | 0 | 94 | 70 | 24   |
| 2 | Byåsen Trondheim         | 4   | 3 | 2 | 0 | 1 | 85 | 78 | 7    |
| 3 | Univ Jolidon Cluj Napoca | 2   | 3 | 1 | 0 | 2 | 75 | 90 | -15  |
| 4 | ŽRK Metalurg Skopje      | 0   | 3 | 0 | 0 | 3 | 67 | 83 | -16  |

Groupe 4
Le tournoi de qualification est organisé par le SPR Lublin SSA à Lublin et Chełm, Pologne.
|   | Équipe         | Pts | J | G | N | P | Bp | Bc | Diff |
| - | -------------- | --- | - | - | - | - | -- | -- | ---- |
| 1 | Debreceni VSC  | 6   | 3 | 3 | 0 | 0 | 85 | 70 | 15   |
| 2 | ŽRK Zaječar    | 4   | 3 | 2 | 0 | 1 | 88 | 85 | 3    |
| 3 | KIF Vejen      | 2   | 3 | 1 | 0 | 2 | 85 | 90 | -5   |
| 4 | SPR Lublin SSA | 0   | 3 | 0 | 0 | 3 | 86 | 99 | -13  |

## Tour préliminaire
Légende
- Qualifié pour le tour principal
- Reversé en Coupe des coupes
- Éliminé de la compétition.

### Groupe A
|   | Équipe              | Pts | J | G | N | P | Bp  | Bc  | Diff |
| - | ------------------- | --- | - | - | - | - | --- | --- | ---- |
| 1 | Budućnost Podgorica | 12  | 6 | 6 | 0 | 0 | 193 | 148 | 45   |
| 2 | HC Dinamo Volgograd | 6   | 6 | 3 | 0 | 3 | 191 | 186 | 5    |
| 3 | Viborg HK           | 6   | 6 | 3 | 0 | 3 | 192 | 193 | -1   |
| 4 | IK Sävehof          | 0   | 6 | 0 | 0 | 6 | 163 | 212 | -49  |

### Groupe B
|   | Équipe                  | Pts | J | G | N | P | Bp  | Bc  | Diff |
| - | ----------------------- | --- | - | - | - | - | --- | --- | ---- |
| 1 | Itxako Reyno de Navarra | 10  | 6 | 5 | 0 | 1 | 178 | 142 | 36   |
| 2 | HC Leipzig              | 8   | 6 | 4 | 0 | 2 | 148 | 146 | 2    |
| 3 | Hypo Niederösterreich   | 4   | 6 | 2 | 0 | 4 | 137 | 147 | -10  |
| 4 | Debreceni VSC           | 2   | 6 | 1 | 0 | 5 | 143 | 171 | -28  |

### Groupe C
|   | Équipe                 | Pts | J | G | N | P | Bp  | Bc  | Diff |
| - | ---------------------- | --- | - | - | - | - | --- | --- | ---- |
| 1 | Larvik HK              | 10  | 6 | 5 | 0 | 1 | 202 | 157 | 45   |
| 2 | Oltchim Râmnicu Vâlcea | 8   | 6 | 4 | 0 | 2 | 169 | 152 | 17   |
| 3 | Toulon Saint-Cyr       | 4   | 6 | 2 | 0 | 4 | 148 | 171 | -23  |
| 4 | Randers HK             | 2   | 6 | 1 | 0 | 5 | 136 | 175 | -39  |

### Groupe D
|   | Équipe                  | Pts | J | G | N | P | Bp  | Bc  | Diff |
| - | ----------------------- | --- | - | - | - | - | --- | --- | ---- |
| 1 | Győri ETO KC            | 10  | 6 | 5 | 0 | 1 | 183 | 153 | 30   |
| 2 | RK Krim Ljubljana       | 8   | 6 | 4 | 0 | 2 | 181 | 172 | 9    |
| 3 | Zvezda Zvenigorod       | 4   | 6 | 2 | 0 | 4 | 170 | 197 | -27  |
| 4 | ŽRK Podravka Koprivnica | 2   | 6 | 1 | 0 | 5 | 168 | 180 | -12  |

## Tour principal

### Groupe 1
|   | Équipe                  | Pts | J | G | N | P | Bp  | Bc  | Diff |
| - | ----------------------- | --- | - | - | - | - | --- | --- | ---- |
| 1 | ŽRK Budućnost Podgorica | 8   | 6 | 4 | 0 | 2 | 180 | 160 | 20   |
| 2 | Itxako Reyno de Navarra | 8   | 6 | 4 | 0 | 2 | 155 | 157 | -2   |
| 3 | RK Krim Ljubljana       | 4   | 6 | 2 | 0 | 4 | 183 | 184 | -1   |
| 4 | Oltchim Râmnicu Vâlcea  | 4   | 6 | 2 | 0 | 4 | 150 | 167 | -17  |

| Date            | Équipe 1                | Score   | Équipe 2                |
| --------------- | ----------------------- | ------- | ----------------------- |
| 4 février 2011  | RK Krim Ljubljana       | 30 – 26 | Itxako Reyno de Navarra |
| 4 février 2011  | Oltchim Râmnicu Vâlcea  | 21 – 20 | Budućnost Podgorica     |
| 12 février 2011 | Itxako Reyno de Navarra | 26 – 25 | Oltchim Râmnicu Vâlcea  |
| 13 février 2011 | Budućnost Podgorica     | 32 – 29 | RK Krim Ljubljana       |
| 20 février 2011 | Oltchim Râmnicu Vâlcea  | 31 – 27 | RK Krim Ljubljana       |
| 20 février 2011 | Itxako Reyno de Navarra | 31 – 26 | Budućnost Podgorica     |
| 4 mars 2011     | RK Krim Ljubljana       | 36 – 40 | Budućnost Podgorica     |
| 6 mars 2011     | Oltchim Râmnicu Vâlcea  | 22 – 25 | Itxako Reyno de Navarra |
| 12 mars 2011    | Itxako Reyno de Navarra | 25 – 24 | RK Krim Ljubljana       |
| 13 mars 2011    | Budućnost Podgorica     | 32 – 21 | Oltchim Râmnicu Vâlcea  |
| 19 mars 2011    | RK Krim Ljubljana       | 37 – 30 | Oltchim Râmnicu Vâlcea  |
| 20 mars 2011    | Budućnost Podgorica     | 30 – 22 | Itxako Reyno de Navarra |

### Groupe 2
|   | Équipe              | Pts | J | G | N | P | Bp  | Bc  | Diff |
| - | ------------------- | --- | - | - | - | - | --- | --- | ---- |
| 1 | Győri ETO KC        | 10  | 6 | 5 | 0 | 1 | 159 | 131 | 28   |
| 2 | Larvik HK           | 10  | 6 | 5 | 0 | 1 | 168 | 129 | 39   |
| 3 | HC Dinamo Volgograd | 4   | 6 | 2 | 0 | 4 | 141 | 180 | -39  |
| 4 | HC Leipzig          | 0   | 6 | 0 | 0 | 6 | 132 | 160 | -28  |

| Date            | Équipe 1            | Score   | Équipe 2            |
| --------------- | ------------------- | ------- | ------------------- |
| 5 février 2011  | HC Dinamo Volgograd | 24 – 26 | Győri ETO KC        |
| 5 février 2011  | HC Leipzig          | 24 – 26 | Larvik HK           |
| 12 février 2011 | Larvik HK           | 41 – 20 | HC Dinamo Volgograd |
| 13 février 2011 | Győri ETO KC        | 25 – 20 | HC Leipzig          |
| 19 février 2011 | HC Dinamo Volgograd | 25 – 22 | HC Leipzig          |
| 19 février 2011 | Larvik HK           | 16 – 25 | Győri ETO KC        |
| 5 mars 2011     | HC Dinamo Volgograd | 23 – 32 | Larvik HK           |
| 6 mars 2011     | HC Leipzig          | 24 – 29 | Győri ETO KC        |
| 12 mars 2011    | Larvik HK           | 29 – 19 | HC Leipzig          |
| 13 mars 2011    | Győri ETO KC        | 36 – 23 | HC Dinamo Volgograd |
| 19 mars 2011    | HC Leipzig          | 23 – 26 | HC Dinamo Volgograd |
| 20 mars 2011    | Győri ETO KC        | 18 – 24 | Larvik HK           |

## Demi-finales
| Équipe 1                | Score   | Équipe 2            | Aller   | Retour  |
| ----------------------- | ------- | ------------------- | ------- | ------- |
| Larvik HK               | 52 – 44 | Budućnost Podgorica | 25 – 20 | 27 – 24 |
| Itxako Reyno de Navarra | 50 – 45 | Győri ETO KC        | 26 – 21 | 24 – 24 |

## Finale
| Équipe 1  | Score   | Équipe 2                | Aller   | Retour  |
| --------- | ------- | ----------------------- | ------- | ------- |
| Larvik HK | 57 – 46 | Itxako Reyno de Navarra | 23 – 21 | 24 – 25 |

### Match aller
| 7 mai 2011 16h45 | Larvik HK      | 23 – 21 | Itxako Reyno de Navarra | Arena Larvik, Larvik Affluence : 4 500 Arbitrage : Gubica, Milošević |
| 7 mai 2011 16h45 | Tonje Larsen 8 | (8 - 9) | Barbosa, Martin 5       | Arena Larvik, Larvik Affluence : 4 500 Arbitrage : Gubica, Milošević |
| 7 mai 2011 16h45 | ×2 ×1          | Rapport | ×2                      | Arena Larvik, Larvik Affluence : 4 500 Arbitrage : Gubica, Milošević |

### Match retour
| 14 mai 2011 19h15 | Itxako Reyno de Navarra | 25 – 24   | Larvik HK             | Pabellón Anaitasuna, Pampelune Affluence : 3 500 Arbitrage : Methe, Methe |
| 14 mai 2011 19h15 | Carmen Martín 10        | (10 - 11) | Linn Jørum Sulland 10 | Pabellón Anaitasuna, Pampelune Affluence : 3 500 Arbitrage : Methe, Methe |
| 14 mai 2011 19h15 | ×3 ×7 ×1                | Rapport   | ×3 ×4                 | Pabellón Anaitasuna, Pampelune Affluence : 3 500 Arbitrage : Methe, Methe |

## Les championnes d'Europe
| Championne d'Europe - Ligue des Champions 2010-2011 Larvik HK 1er titre |

Effectif des vainqueurs : Linn Jørum Sulland, Tonje Larsen, Kari Mette Johansen, Linn Kristin Riegelhuth, Gro Hammerseng, Karoline Dyhre Breivang, Nora Mørk, Sara Breistøl, Tine Rustad Kristiansen, Cecilie Leganger, Heidi Løke, Olga Medvedeva, Lene Rantala, Tine Stange (Amanda Kurtovic et Thea Mørk ne jouent pas la finale)

## Statistiques
Les meilleurs marqueuses de la Ligue des champions 2010-2011 sont :
| Rang | Joueuse             | Poste           | Club                    | Buts | Matchs | Moy. |
| ---- | ------------------- | --------------- | ----------------------- | ---- | ------ | ---- |
| 1    | Heidi Løke          | Pivot           | Larvik HK               | 99   | 16     | 6,19 |
| 2    | Anita Görbicz       | Demi-centre     | Győri ETO KC            | 89   | 14     | 6,36 |
| 3    | Katarina Bulatović  | Arrirère droite | Budućnost Podgorica     | 85   | 14     | 6,07 |
| 3    | Bojana Popović      | Arrirère gauche | Budućnost Podgorica     | 85   | 14     | 6,07 |
| 5    | Alexandrina Barbosa | Arrirère gauche | Itxako Reyno de Navarra | 84   | 16     | 5,25 |
| 6    | Karolina Kudłacz    | Arrirère gauche | HC Leipzig              | 79   | 12     | 6,58 |
| 7    | Andrea Lekić        | Demi-centre     | RK Krim                 | 72   | 12     | 6,00 |
| 8    | Jovanka Radičević   | Ailière droite  | Budućnost Podgorica     | 68   | 14     | 4,86 |
| 8    | Carmen Martín       | Ailière droite  | Itxako Reyno de Navarra | 68   | 15     | 4,53 |
| 8    | Nora Mørk           | Ailière droite  | Larvik HK               | 68   | 16     | 4,25 |